# キャッツアイ効果

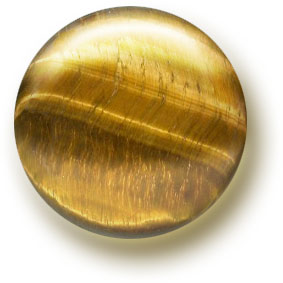
タイガーズアイ

キャッツアイ効果（キャッツアイこうか、英: cat's eye effect）は、宝石などに見られる光の効果のひとつ。針状に並んだインクルージョンをもつ宝石の底面を、そのインクルージョンに平行になるようにカボション・カットすると宝石の表面に猫の目のような明るい光の筋が現れる。
「シャトヤンシー (chatoyancy)」や「変彩効果」ともいう。シャトヤンシーはフランス語のシャトワヤンス (chatoyance) から来ており、フランス語では宝石に限らずきらびやかな輝きを表す言葉である。
キャッツアイ効果を持つ鉱物に、クリソベリル、トルマリン、アパタイト、オパール、ウレキサイト、などがあり、ほとんどの場合、「クリソベリル・キャッツアイ」など、宝石名のあとに「キャッツアイ」をつけて呼ぶ。宝石の名称として単に「キャッツアイ」と呼ばれている場合は「クリソベリル・キャッツアイ」のことを指すことが多い。他に石綿の繊維組織が平行に層状をなして混入しているために、光の反射効果に差が生じて現れるものに、クオーツ・キャッツアイ、タイガーズアイ、ホークスアイ、などがある。この効果を人工的に再現した「キャッツアイガラス」というものもある。
スター効果（アステリズム効果、星彩効果）は、これと同じ原理である。